# Archipel toscan
L'archipel toscan est un groupe d'îles italiennes situées entre la Toscane continentale et la Corse, dans le canal de Corse, en mer Tyrrhénienne. L'île principale, Elbe, est localisée à 10 kilomètres au sud-ouest de Piombino, sur la côte de Toscane. Capraia est l'île la plus proche de la Corse, une distance de 27 kilomètres la sépare du cap Corse, situé à l'ouest.
Les îles majeures de l'archipel sont les suivantes :
| Île         | km² | Population |
| ----------- | --- | ---------- |
| Elbe        | 224 | 31 904     |
| Giglio      | 24  | 1 391      |
| Capraia     | 19  | 398        |
| Montecristo | 13  | 2          |
| Pianosa     | 10  | 10         |
| Giannutri   | 3   | 27         |
| Gorgone     | 2   | 160        |
| Total:      | 295 | 33 892     |

Il existe également plusieurs îlots : Palmaiola (0,08 km2), Cerboli, Formiche di Capraia, Isola della Peraiola, Isola dei Topi, Scoglio d'Africa  et les Formiche di Grosseto, et Formiche della Zanca.
Trois îlots de la côte toscane sont rattachées à l'archipel : Argentarola, Sparviero et rocher de Burano.
L'archipel est protégé depuis 1996 dans le cadre du Parc national de l'archipel toscan.
Les îles furent marquées par l'histoire et la littérature, en raison de l'exil de Napoléon sur l'île d'Elbe et du roman Le Comte de Monte-Cristo d'Alexandre Dumas.